# Gold (album de Céline Dion)
Pour les articles homonymes, voir Gold.
Albums de Céline Dion
D'eux
(1995) Falling into You
(1996)
Gold est la septième compilation de Céline Dion. Reprenant des titres enregistrés avant son arrivée chez CBS, elle est sortie le 16 octobre 1995 en France en deux volumes indépendants.

## Historique
Pour répondre à la demande créée par la sortie D'eux en France et dans les pays francophones quelques mois plus tôt, ainsi que par The Colour of My Love dans le reste du monde, la compagnie de disques de la chanteuse réédite ses premières chansons, sous la forme de deux compilations.
Le volume 1 contient 14 des 18 chansons de la compilation Les Premières Années (1993). Il a été réédité de multiples fois sous des titres, des couvertures et des labels différents : Ne partez pas sans moi (1996), Les Premières Chansons, vol. 1 (1998), For You (1999), Classique : A Love Collection (2001). L'ordre des chansons est le même pour toutes les versions, sauf pour la réédition intitulée Ne partez pas sans moi sur laquelle la chanson-titre de l'album se trouve en première place.
Le volume 2 reprend, quant à lui, l'intégralité de l'édition québécoise de l'album Incognito (1987), plus les quatre titres manquants de la compilation Les Premières Années, et deux chansons provenant d'autres albums : La do do la do (Les Chemins de ma maison, 1983) et Hymne à l'amitié (Les Oiseaux du bonheur, 1984). Il a été réédité sous des couvertures, des labels et des titres différents, notamment Les Premières Chansons, vol. 2 (1998).

## Ventes
Le volume 1 a été certifié double disque d'or en France (200 000 exemplaires vendus). Il a atteint la 32e position en Belgique, la 38e au Japon et la 138e au Royaume-Uni. Sans aucune promotion, il s'est vendu à plus de 400 000 exemplaires à travers le monde.
Le volume 2 a été disque d'or en France (100 000 exemplaires vendus). Il a atteint la 51e position en Belgique et s'est vendu à plus de 300 000 exemplaires à travers le monde.

## Liste des titres
| Volume 1 | Volume 1                        | Volume 1                                      | Volume 1 | Volume 1 | Volume 1 | Volume 1 | Volume 1 | Volume 1 | Volume 1 |
| No       | Titre                           | Auteur                                        | Durée    |          |          |          |          |          |          |
| -------- | ------------------------------- | --------------------------------------------- | -------- | -------- | -------- | -------- | -------- | -------- | -------- |
| 1.       | D'amour ou d'amitié             | Eddy Marnay, Jean-Pierre Lang, Roland Vincent | 4:05     |          |          |          |          |          |          |
| 2.       | Visa pour les beaux jours       | Thierry Geoffroy, Christian Loigerot, Marnay  | 3:28     |          |          |          |          |          |          |
| 3.       | Ne partez pas sans moi          | Nella Martinetti, Atilla Şereftuğ             | 3:07     |          |          |          |          |          |          |
| 4.       | Les Oiseaux du bonheur          | Marnay, André Popp                            | 3:28     |          |          |          |          |          |          |
| 5.       | Tellement j'ai d'amour pour toi | Hubert Giraud, Marnay                         | 3:01     |          |          |          |          |          |          |
| 6.       | La Religieuse                   | Didier Barbelivien                            | 3:32     |          |          |          |          |          |          |
| 7.       | C'est pour toi                  | Marnay, François Orenn                        | 4:07     |          |          |          |          |          |          |
| 8.       | Avec toi                        | Marnay, Loigerot, Geoffroy                    | 3:18     |          |          |          |          |          |          |
| 9.       | Mon rêve de toujours            | Marnay, Jean-Pierre Goussaud                  | 4:23     |          |          |          |          |          |          |
| 10.      | Du soleil au cœur               | Marnay, Jean-Claude Massoulier, Popp          | 2:46     |          |          |          |          |          |          |
| 11.      | À quatre pas d'ici              | Andrew Hill, Marnay, Peter Sinfield           | 4:00     |          |          |          |          |          |          |
| 12.      | Un amour pour moi               | Marnay, Geoffroy, Loigerot                    | 3:23     |          |          |          |          |          |          |
| 13.      | Billy                           | Marnay, Patrick Lemaitre                      | 3:09     |          |          |          |          |          |          |
| 14.      | Comment t'aimer                 | Marnay, Musumarra                             | 4:00     |          |          |          |          |          |          |
| 46:40    |                                 |                                               |          |          |          |          |          |          |          |

| Volume 2 | Volume 2                       | Volume 2                                                     | Volume 2 | Volume 2 | Volume 2 | Volume 2 | Volume 2 | Volume 2 | Volume 2 |
| No       | Titre                          | Auteur                                                       | Durée    |          |          |          |          |          |          |
| -------- | ------------------------------ | ------------------------------------------------------------ | -------- | -------- | -------- | -------- | -------- | -------- | -------- |
| 1.       | Incognito                      | Luc Plamondon, Jean-Alain Roussel                            | 4:39     |          |          |          |          |          |          |
| 2.       | Lolita (trop jeune pour aimer) | Plamondon, Daniel Lavoie                                     | 4:19     |          |          |          |          |          |          |
| 3.       | On traverse un miroir          | Isa Minoke, Robert Lafond                                    | 4:40     |          |          |          |          |          |          |
| 4.       | Partout je te vois             | Eddy Marnay, Aldo Nova                                       | 4:09     |          |          |          |          |          |          |
| 5.       | Jours de fièvre                | Marnay, Roussel                                              | 5:13     |          |          |          |          |          |          |
| 6.       | D'abord, c'est quoi l'amour?   | Marnay, Steven Tracey                                        | 4:24     |          |          |          |          |          |          |
| 7.       | Délivre-moi                    | Marnay, Elizabeth Daily, Harold Faltermeyer                  | 4:19     |          |          |          |          |          |          |
| 8.       | Comme un cœur froid            | Marnay, Roussel                                              | 5:13     |          |          |          |          |          |          |
| 9.       | Mon ami m'a quittée            | Marnay, Christian Loigerot, Thierry Geoffroy                 | 3:05     |          |          |          |          |          |          |
| 10.      | La do do la do                 | Marnay, Christian Gaubert                                    | 3:06     |          |          |          |          |          |          |
| 11.      | Hymne à l'amitié               | Marnay, Dario Baldan Bembo, Nini Giacomelli, Sergio Bardotti | 4:01     |          |          |          |          |          |          |
| 12.      | Je ne veux pas                 | Marnay, Romano Musumarra                                     | 4:06     |          |          |          |          |          |          |
| 13.      | C'est pour vivre               | Marnay, André Popp                                           | 4:04     |          |          |          |          |          |          |
| 14.      | En amour                       | Marnay, Loigerot, Geoffroy                                   | 3:20     |          |          |          |          |          |          |
| 58:38    |                                |                                                              |          |          |          |          |          |          |          |

## Classements
Volume 1
| Pays              | Meilleure position | Nombre de semaines | Certification | Vente   |
| ----------------- | ------------------ | ------------------ | ------------- | ------- |
| Belgique Wallonie | 32                 | 1                  | -             | -       |
| France            | -                  | -                  | Or            | 207 600 |
| Japon             | 64                 | 3                  | -             | 17 600  |
| Royaume-Uni       | 138                | 2                  | -             | -       |
| États-Unis        | -                  | -                  | -             | 2 000   |

Volume 2
| Pays              | Meilleure position | Nombre de semaines | Certification | Vente   |
| ----------------- | ------------------ | ------------------ | ------------- | ------- |
| Belgique Wallonie | 51                 | -                  | -             | -       |
| France            | -                  | -                  | Or            | 100 000 |